# Pálinka Nemzeti Tanács
A Pálinka Nemzeti Tanács (PNT) a 2008. évi LXXIII. törvény (Pálinkatörvény) által létrehozott testület. Segíti a pálinka előállítása, származása, minősége és eredetvédelme egységes szabályozásához és annak végrehajtásához fűződő közös magyar érdek előmozdítását.
A Tanács tagjait – az agrárpolitikáért felelős miniszter kettő, az adópolitikáért felelős miniszter egy képviselőjét, valamint a szakmai szervezetek tíz jelöltjét –, összesen 13 főt az agrárpolitikáért felelős miniszter három évre kéri fel.

## A PNT feladatai
A Tanács
- a) kidolgozza a nemzeti pálinkastratégiát a pálinka mint nemzeti kincs megóvása érdekében;
- b) kidolgozza és jóváhagyásra felterjeszti az agrárpolitikáért felelős miniszternek az éves, illetve több éves pálinka marketing tervet, és nyomon követi annak megvalósítását. Ennek érdekében együttműködik a szakmai szervezetekkel;
- c) fellép a kulturált pálinkafogyasztás érdekében;
- d) részt vesz a kulturált alkoholfogyasztás elősegítésével kapcsolatos társadalmi kommunikációs tevékenység kidolgozásában;
- e) véleményezi a pálinkával kapcsolatos jogszabályok tervezetét;
- f) elkészíti és közzéteszi a pálinkakészítésre, forgalmazásra és ellenőrzésre vonatkozó szakmai ajánlásokat;
- g) a minőségvédelem érdekében összehangolja a pálinkakészítők szakmai együttműködését, szakmai fórumokat szervez;
- h) elősegíti a tisztességes piaci magatartás és az ennek megfelelő reklámtevékenység követelményeinek megvalósulását, ennek érdekében etikai kódexet bocsát ki;
- i) együttműködik a közigazgatási szervekkel a feketegazdaság elleni küzdelemben;
- j) tájékoztatja az érintetteket a piaci és szakmai információkról;
- k) internetes oldalt működtet a fogyasztók és előállítók tájékoztatása érdekében;
- l) a pálinka egységes minősítése és laboratóriumi vizsgálata érdekében együttműködik a pálinkaellenőrző hatósággal;
- m) szakmai véleményt nyilvánít a pálinkák földrajzi árujelző oltalma iránti kérelmekkel kapcsolatos eljárásban;
- n) felszólíthatja a pálinkára vonatkozó jogszabályok megsértőit jogsértésük azonnali abbahagyására. A felszólítás eredménytelensége esetén értesíti az illetékes hatóságokat;
- o) együttműködik a fogyasztóvédelmi hatósággal;
- p) az érintettek kérelmére nyilvántartja és közzéteszi a pálinka érzékszervi bírálók névsorát.